# داكس غريفين
داكس غريفين (بالإنجليزية: Dax Griffin)‏ هو ممثل أمريكي، ولد في 22 مارس 1972 في أتلانتا في الولايات المتحدة.

## أعمال

### أفلام
- (2013) 42[2][3]
- (2015) الرجل النملة[4]
- (2018) الرجل النملة والدبورة

## وصلات خارجية
- داكس غريفين على موقع IMDb (الإنجليزية)
- داكس غريفين على موقع ألو سيني (الفرنسية)
- داكس غريفين على موقع أول موفي (الإنجليزية)
- داكس غريفين على موقع قاعدة بيانات الفيلم (الإنجليزية)
- داكس غريفين على موقع كينوبويسك (الروسية)